# فینینگ
فینینگ (انگلیسی: Finning) شرکت عمده‌فروشی کانادایی است، که در سال ۱۹۳۳ تأسیس شد.